# Lars Cramer
Lars Gramstad Cramer, född 25 maj 1991 i Drammen, är en norsk före detta fotbollsmålvakt.

## Karriär
Cramers moderklubb är Glassverket, vilka han 2007 lämnade för Strømsgodset. Under sin tid i Strømsgodset spelade Cramer två matcher i Tippeligaen. Han var under 2010 och 2011 utlånad till Asker.
I mars 2013 gick Cramer till svenska Kalmar FF, vilka han skrev på ett fyraårskontrakt med.